# Meropenem
Meropenem (cu denumirea comercială Meronem) este un antibiotic din clasa carbapenemelor, fiind utilizat în tratamentul unor infecții bacteriene. Printre acestea se numără: pneumonie (inclusiv cea comunitară și nosocomială), infecții complicate de tract urinar și intra-abdominale, infecții complicate cutanate și ale țesuturilor moi, meningită, septicemie și antrax. Calea de administrare disponibilă este intravenoasă.
Se află pe lista medicamentelor esențiale ale Organizației Mondiale a Sănătății.

## Reacții adverse
Cele mai comune reacții adverse legate de tratamentul cu meropenem sunt: diareea, erupțiile cutanate, grețurile, vărsăturile și inflamația la locul injectării. Se poate instala o diaree cu colită pseudomembranoasă, datorită infectării cu Clostridium difficile. În acest caz, tratamentul trebuie oprit imediat.